# 유로비전 송 콘테스트 2001

녹색이 참가국. 빨강은 결승전에 진출하지 못한 나라. 노랑은 과거에 참가하였으나 2001년에 참가하지 않은 나라.

유로비전 송 콘테스트 2001(Eurovision Song Contest 2001)은 제46회 유로비전 송 콘테스트이다. 에스토니아의 Tanel Padar, Dave Benton & Soul Militia/2XL의 노래 Everybody가 우승을 거머쥐었다. 이 행사는 전년도 행사에 덴마크이 우승하면서 덴마크 코펜하겐 파르켄에서 2001년 5월 12일 저녁에 개최되었다.